# Youngspiration
Youngspiration (čínsky v českém přepisu Čching-nien sin-čeng, pchin-jinem Qīngnián Xīnzhèng, znaky 青年新政) je politická strana prosazující samosprávu Hongkongu. Založila ji skupina mladých aktivistů roku 2015, po hongkongských protestech označovaných jako "deštníková revoluce", aby ochránila zájmy a kulturu hongkongského lidu před zásahy čínské vlády. Od roku 2016 byl svolavatelem skupiny Sixtus Leung, který prosazoval status Hongkongu jako samostatného městského státu, nezávislého na ČLR.

## Historie
Organizace Youngspiration byla založena v lednu 2015 skupinou mladých lidí, kteří se účastnili hongkongských protestů roku 2014. Její zakladatel, Sixtus Leung, byl prezidentem studentské unie na City University of Hong Kong v roce 2007. Byla často označována za jednu ze zastřešujících organizací studentského hnutí. Přijala vznikající ideologii hongkongských lokalistů a prohlašovala, že chrání zájmy, svobody a kulturu obyvatel Hongkongu před přílivem přistěhovalců a turistů z pevninské Číny a také před rostoucími zásahy čínské vlády do územní autonomie. Podporovala omezování čínských přistěhovalců a zmocnění hongkongské vlády k regulaci a správě jednosměrných víz.
V hongkongských parlamentních volbách 2016 vedli radikální aktivisté kampaň za úplnou autonomii nebo nezávislost Hongkongu na Číně. Youngspiration byla součástí lokalistické volební aliance ALLinHK a získala dvě křesla. Její dva demokraticky zvolení zákonodárci Sixtus Leung a Yau Wai-ching vyvolali kontroverzi, když během přísahy pronesli prohlášení o nezávislosti Hongkongu a přinesli transparent s nápisem "Hongkong není Čína". Přísahu provázeli urážlivými slovy na adresu Číny a byli později soudem vyloučeni ze Zákonodárné rady poté, co Stálý výbor Všečínského shromáždění lidových zástupců (NPCSC) vyložil článek 104 Základního zákona Hongkongu a stanovil, že zákonodárci musí při nástupu do funkce přísahat věrnost Hongkongu jako součásti Číny. Za pokus o vniknutí na půdu parlamentu po svém vyloučení byli oba poslanci roku 2018 potrestáni měsíčním vězením.
Skupina měla v úmyslu uspořádat referendum o sebeurčení v roce 2020 s tím, že jeho výsledky budou platné v roce 2047, kdy skončí platnost čínského slibu "jedna země, dva systémy".
Podle Leunga zákon o národní bezpečnosti změnil Hongkong v Čínu a vězení pro svobodomyslné lidi. Dalším důvodem masových demonstrací v Hongkongu v letech 2019-2020 se stal pokus o zavedení zákona o extradici, který by umožnil soudit hongkongské aktivisty u soudů na pevninské Číně. Leung v listopadu 2020 uprchl z Hongkongu a požádal o azyl ve Spojených státech. Aby ochránil své přátele z Youngspiration a svou rodinu v Hongkongu, vydal prohlášení, že s nimi přerušil kontakty.